# Francesco Vignali
Francesco Vignali (Rivarolo Mantovano, 1609 – Rivarolo Mantovano, 1659) è stato un compositore e organista italiano.

## Biografia
Nato nel borgo di Rivarolo di Fuori, oggi Mantovano, all'epoca parte dei domini dei Gonzaga di Bozzolo, ricevette una prima formazione in ambiente probabilmente locale. Nel 1636 divenne organista presso la Confraternita del Santissimo Sacramento di Casalmaggiore, durante il periodo di attività del Maestro di cappella Francesco Dognazzi, già successore di Claudio Monteverdi a Mantova. Nel 1640 pubblicò, per i tipi di Alessandro Vincenti di Venezia i Madrigali, il Primo Libro, opera in bilico tra il nuovo genere della cantata da camera e il madrigale classico (con basso continuo). 
Nel 1642, Francesco Vignali, "musico eccellentissimo" venne nominato maestro di cappella della Terra di Casalmaggiore, incarico prestigioso già ricoperto tra gli altri da Ignazio Donati. L'esperienza, lunga quattro anni, portò alla pubblicazione dei Sacri Rimbombi di Pace e di Guerra (1646), curiosa raccolta di mottetti con basso continuo, chiaramente debitrice dello stile concitato monteverdiano. Notevoli sono le citazioni, anche letterali, prese dalle opere del maestro cremonese, a dimostrare la ricezione dello stile monteverdiano. La prima edizione è andata perduta: l'opera venne ristampata a Überlingen da Pelagio Breni nel 1671 con il titolo di Sacri Concentus. 
Nel 1649 Vignali assume l'incarico di organista a Riva del Garda. Nel 1650 fece ritorno a Rivarolo Mantovano senza incarichi musicali. Qui morì nel 1659, in condizioni di notevole agiatezza economica.